# Art Alive
Art Alive (с англ. — «Живое искусство») — обучающая видеоигра, разработанная студией Western Technologies и изданная компанией Sega эксклюзивно для игровой приставки Mega Drive/Genesis. 1 января 1991 года состоялся выход в Северной Америке, а 27 марта следующего года — в остальных регионах.
Игра представляет собой вариацию компьютерной программы Microsoft Paint. Как следствие, в Art Alive отсутствуют определённые цели, а игроку нужно лишь создать свой рисунок, используя различные кисти, заливку, фоны, анимацию и многое другое.
Игровая пресса неоднозначно отзывалась об Art Alive. К достоинствам игры журналисты отнесли интересную идею воссоздания программы рисования на Mega Drive/Genesis, но в то же время подвергли критике ограниченное количество возможностей.

## Игровой процесс
Art Alive представляет собой вариацию компьютерной программы Paint, и целью является создание своего рисунка. Для этого игрок может выбирать кисть, цвет красок, фоны, различные анимированные наклейки и многое другое. При выполнении того или иного действия, например рисования или стирания контуров резинкой, проигрываются музыка и звуки. Всего в игре присутствует семь фонов: пустой, пляж, особняк с привидениями, доисторический каньон, планета Земля, поздравительная сцена и заставка игры. Помимо этого, в игре предусмотрена возможность сохранить свои рисунки на видеомагнитофоне путём подключения к нему приставки.

## Разработка и выход игры
Art Alive была полностью разработана в США студией Western Technologies, издателем выступила Sega of America, а сама игра позиционируется как проект для развития детей в творческих способностях. Первоначально Art Alive выпустили в Новый год, 1 января 1991 года только на территории Северной Америки. Тем не менее, позже, 27 марта 1992 года игру издали в других странах. Art Alive рассматривается как альтернатива на приставке Mega Drive/Genesis игре Mario Paint от компании Nintendo, вышедшей несколько позже.
Фактически, в Art Alive впервые появились такие персонажи, как ёж Соник и ToeJam и Earl, которые потом дебютировали в одноимённых играх — Sonic the Hedgehog и ToeJam & Earl соответственно. В Art Alive эти персонажи выступают в роли анимированных наклеек. Схожий с Art Alive игровой процесс, а также вышеупомянутые персонажи позже были использованы в игре Wacky Worlds Creativity Studio от студии HeadGames.

## Оценки и мнения
| Сводный рейтинг    | Сводный рейтинг |
| Агрегатор          | Оценка          |
| ------------------ | --------------- |
| GameRankings       | 60 %            |
| Иноязычные издания |                 |
| Издание            | Оценка          |
| ASM                | 6/12            |
| AllGame            | [ 4 ]           |
| Sega-16            | 6/10            |

Art Alive получила неоднозначные отзывы критиков. На сайте GameRankings игра имеет среднюю оценку 60 %. Журналисты хвалили в первую очередь интересную идею, однако отнесли к недостаткам ограниченные возможности и технические недостатки.
Обозреватель из Sega-16 дал игре 6 баллов из 10 возможных, но при этом назвал её одной из лучших программ для рисования на Mega Drive/Genesis. Скайлер Миллер, критик сайта AllGame, поставил игре оценку в две с половиной звезды из пяти, при этом ему не понравились многочисленные технические недостатки, такие как невозможность сохранить свои рисунки в процессе их создания и ограниченная цветовая палитра, но он похвалил идею игры. Рецензент немецкого журнала ASM высказал похожее мнение и дал игре 6 баллов из 12, раскритиковав ограниченное количество возможностей, и заявив: «Хотя программа для рисования является сравнительно простой операцией, но игра мала до такой степени, что дети тогда прибегут, наверное, уже через небольшое время к классической книжке-раскраске и цветным карандашам».